# Järvakandi
Järvakandi é um município rural estoniano localizado na região de Raplamaa.